# Communauté de communes du Centre Corse
La Communauté de communes du Centre Corse est une communauté de communes française, située dans le département de la Haute-Corse et la région Corse.

## Composition
La communauté de communes est composée des 10 communes suivantes :

| Nom                    | Code Insee | Gentilé      | Superficie (km2) | Population (dernière pop. légale) | Densité (hab./km2) |
| ---------------------- | ---------- | ------------ | ---------------- | --------------------------------- | ------------------ |
| Corte (siège)          | 2B096      | Cortenais    | 149,27           | 7 737 (2022)                      | 52                 |
| Casanova               | 2B074      |              | 9,89             | 375 (2022)                        | 38                 |
| Muracciole             | 2B171      | Muracciolais | 14,06            | 34 (2022)                         | 2,4                |
| Noceta                 | 2B177      |              | 18,66            | 68 (2022)                         | 3,6                |
| Poggio-di-Venaco       | 2B238      |              | 13,28            | 210 (2022)                        | 16                 |
| Riventosa              | 2B260      |              | 6,03             | 150 (2022)                        | 25                 |
| Rospigliani            | 2B263      |              | 9,82             | 70 (2022)                         | 7,1                |
| Santo-Pietro-di-Venaco | 2B315      |              | 7,96             | 298 (2022)                        | 37                 |
| Venaco                 | 2B341      | Venacais     | 53,72            | 643 (2022)                        | 12                 |
| Vivario                | 2B354      | Vivariais    | 79,28            | 429 (2022)                        | 5,4                |

## Compétences
- Aménagement de l'espace - Prise en considération d'un programme d'aménagement d'ensemble et détermination des secteurs d'aménagement au sens du code de l'urbanisme
- Développement et aménagement économique
  - Action de développement économique (Soutien des activités industrielles, commerciales ou de l'emploi, soutien des activités agricoles et forestières...)
  - Tourisme
- Développement et aménagement social et culturel - Activités périscolaires
- Environnement
  - Assainissements collectif et non collectif
  - Collecte et traitement des déchets des ménages et déchets assimilés
  - Protection et mise en valeur de l'environnement
- Voirie - Création, aménagement, entretien de la voirie

## Historique
- 5 octobre 2000 : création de la communauté de communes.
- 30 décembre 2004 : refonte des statuts.

## Démographie
| 1968  | 1975  | 1982  | 1990  | 1999  | 2008  | 2013  | 2019  |
| ----- | ----- | ----- | ----- | ----- | ----- | ----- | ----- |
| 7 327 | 7 429 | 7 294 | 7 546 | 8 451 | 9 177 | 9 724 | 9 839 |

## Sources
- Le splaf - (Site sur la Population et les Limites Administratives de la France)
- La base aspic de la Haute-Corse - (Accès des Services Publics aux Informations sur les Collectivités)